# Iaundé
Iaundê ou Iaundé (em francês, Yaoundé, pronunciada "iá-un-dê") é a capital dos Camarões. Com uma população de 2,5 milhões de habitantes (estimativa 2008) é a segunda maior cidade do país, sendo superada por Duala.
Iaundé está localizada no centro-sul do país, sobre o Golfo da Guiné. Nas proximidades encontram-se áreas de cultivo de cacau, banana e café. O ouro e minas de titânio também se encontram perto da cidade. A maior parte das fabricações de Iaundé inclui produtos de tabaco, óleos de verduras, leite, tijolos e azulejos, artesanais e sabão.
Iaundé é lugar de muitos edifícios governamentais, um estádio municipal, o Instituto de Pasteur para Investigação Biomédica (1959); a Universidade de Iaundé (1962), um colégio de professores, e uma escola de administração, entre várias instituições educativas; e, sobre o criado artificialmente Lago Iaundé, um clube náutico.
Iaundé é também a capital da região de Centre e do departamento de Mfoundi.

## História
Iaundé foi fundada em 1888 pelos comerciantes alemães como uma base para o comércio de marfim e uma estação de pesquisa agrícola. Foi ocupado por tropas belgas durante a Primeira Guerra Mundial. Após a derrota da Alemanha, a França tornou-se o poder colonial no leste dos Camarões, Iaundé tornou-se a capital do Camarões francês. Ela continua como a capital da República dos Camarões, até os dias atuais.

## Geografia

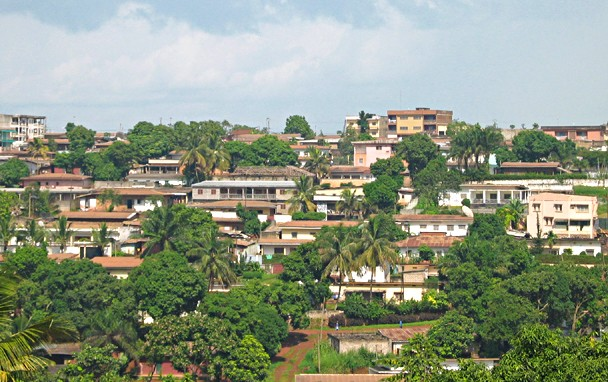
Vista de Iaundé.

A cidade encontra-se localizada em um conjunto de colinas dominadas pelos montes Mbam Minkom (1295 m) e Nkolodom (1221 m), no nordeste, e o Eloumden (1159 m) no sudeste.
Entre seus bairros, a vegetação ocupa um lugar relevante. Conta com vários parques e jardins públicos, como os que rodeiam o monumento a Charles Atangana, o prédio da prefeitura e o Palácio do Congresso.
Yaoundé é cortada por vários cursos de água. Os principais rios são o Mfoundi, o Biyeme e o Mefou. Próximo ao centro administrativo se encontra o lago Central.

### Clima
Yaoundé possui um clima tropical úmido e seco, com temperaturas constantes durante todo o ano. No entanto, principalmente devido à altitude, as temperaturas não são tão altas como seria de se esperar de uma cidade localizada próxima ao Equador. Yaoundé apresenta uma longa estação chuvosa que abrange um período de dez meses de fevereiro a novembro. No entanto, há uma nítida diminuição da precipitação dentro da estação chuvosa, observada durante os meses de julho e agosto, quase dando à cidade o aspecto de possuir duas estações chuvosas distintas. É principalmente devido ao período de calma relativa na precipitação durante estes dois meses que Yaoundé apresenta uma clima tropical úmido e seco, ao invés de um clima tropical monçônico.
| Dados climatológicos para Yaoundé             | Dados climatológicos para Yaoundé | Dados climatológicos para Yaoundé | Dados climatológicos para Yaoundé | Dados climatológicos para Yaoundé | Dados climatológicos para Yaoundé | Dados climatológicos para Yaoundé | Dados climatológicos para Yaoundé | Dados climatológicos para Yaoundé | Dados climatológicos para Yaoundé | Dados climatológicos para Yaoundé | Dados climatológicos para Yaoundé | Dados climatológicos para Yaoundé | Dados climatológicos para Yaoundé |
| Mês                                           | Jan                               | Fev                               | Mar                               | Abr                               | Mai                               | Jun                               | Jul                               | Ago                               | Set                               | Out                               | Nov                               | Dez                               | Ano                               |
| --------------------------------------------- | --------------------------------- | --------------------------------- | --------------------------------- | --------------------------------- | --------------------------------- | --------------------------------- | --------------------------------- | --------------------------------- | --------------------------------- | --------------------------------- | --------------------------------- | --------------------------------- | --------------------------------- |
| Temperatura máxima recorde (°C)               | 33                                | 33                                | 33                                | 36                                | 34                                | 32                                | 31                                | 34                                | 31                                | 33                                | 32                                | 32                                | 36                                |
| Temperatura máxima média (°C)                 | 29                                | 29                                | 29                                | 29                                | 28                                | 27                                | 27                                | 27                                | 27                                | 27                                | 28                                | 28                                | 28                                |
| Temperatura mínima média (°C)                 | 19                                | 19                                | 19                                | 19                                | 19                                | 19                                | 19                                | 18                                | 18                                | 18                                | 19                                | 19                                | 19                                |
| Temperatura mínima recorde (°C)               | 12                                | 15                                | 14                                | 15                                | 16                                | 15                                | 15                                | 16                                | 15                                | 15                                | 16                                | 16                                | 12                                |
| Precipitação (mm)                             | 22,9                              | 63,5                              | 147,3                             | 182,9                             | 203,2                             | 152,4                             | 55,9                              | 73,7                              | 203,2                             | 299,7                             | 127                               | 20,3                              | 1 546,9                           |
| Fonte: www.weatherbase.com 9 de abril de 2010 |                                   |                                   |                                   |                                   |                                   |                                   |                                   |                                   |                                   |                                   |                                   |                                   |                                   |

## Etimologia
O nome Yaoundé tem origem etimológica associada ao povo Ewondo, pertencente ao grupo etnolinguístico Fang-Beti, predominante na região central do país. A denominação tem raízes na língua ewondo.
Historicamente, a área onde atualmente se localiza Yaoundé era conhecida como Ongola, termo que significa “barreira” ou “fronteira” na língua ewondo. Esse topônimo refletia a função estratégica da localidade como ponto de controle entre diferentes comunidades ou territórios.
Durante o período colonial alemão, no final do século XIX, os colonizadores estabeleceram um posto avançado na região por volta de 1888, inicialmente voltado à coleta de borracha e marfim. Os alemães passaram a designar o local como Jaunde, em alusão aos seus habitantes — os ewondo, também referidos por esse nome. Posteriormente, sob administração francesa, o nome foi afrancesado para Yaoundé, forma atual utilizada oficialmente.

## Locais de interesse

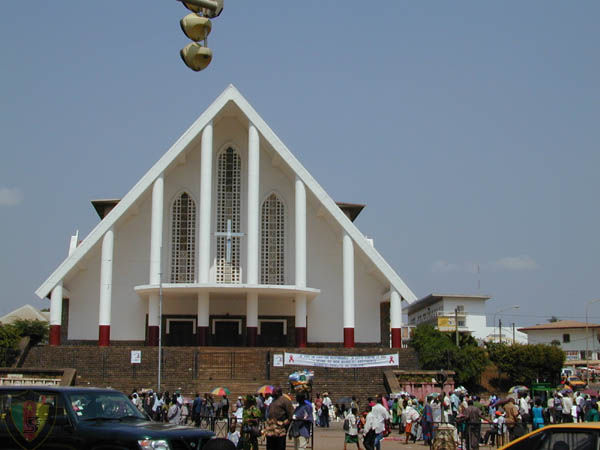
Catedral de Yaoundé

O centro da cidade abriga os escritórios do governo, alguns hotéis e o mercado central. O bairro Bastos, com a maioria das casas de propriedade de camaroneses, abriga as embaixadas e os estrangeiros da Comunidade Europeia, pertencentes principalmente aos corpos diplomáticos. O palácio presidencial e complexo está localizado no bairro Etoudi.
Também são encontrados em Yaoundé:
- a Cathédrale Notre Dame des Victoires (Catedral Nossa Senhora das Vitórias), sede da Arquidiocese de Yaoundé;[8]
- a Basilique Marie-Reine-des-Apôtres, construída no local da primeira igreja missionária nos Camarões;[9]
- o Museu de Artes dos Camarões (localizado em um antigo monastério beneditino);
- o Museu Nacional dos Camarões (localizado no antigo palácio presidencial);
- o Museu Afhemi;
- o Palais du Sport (Palácio do Esporte)

há um pequeno zoo no bairro Mvog-Betsi.
Yaoundé possui uma pequena seleção de casas noturnas e restaurantes.

## Esportes
A Seleção Camaronesa de Futebol joga frequentemente no Estádio Ahmadou Ahidjo (ou Omnisport). O Grand Prix Chantal Biya, uma etapa do UCI Circuitos Continentais, uma competição masculina de ciclismo de estrada, começa e termina em Yaoundé.

## Educação
Yaoundé possui diversas universidades: a Universidade de Yaoundé - que possui um campus fora dos limites da cidade chamado Universidade de Yaoundé II - a Universidade Protestante da África Central (UPAC) e a Universidade Católica da África Central (UCAC). Muitas das escolas profissionais do país estão também localizadas em Yaoundé (Ecole Normal Superieur para professores, Ecole Militaire InterArmes du Cameroun, bem como várias escolas para engenheiros, enfermeiras e diplomatas).

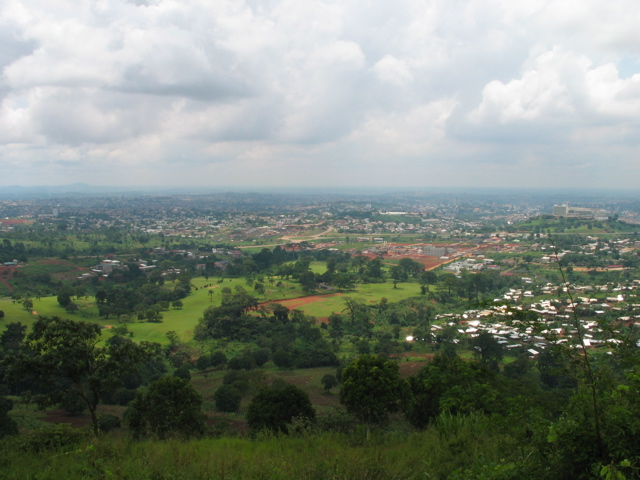
Vista da cidade do Mount Fébé

## Economia
A economia de Yaoundé é baixíssima. As principais indústrias instaladas em Yaoundé são estrangeiras e incluem a produção de tabaco, laticínios, cervejas, argila, produtos oriundos do vidro, madeira e outras matérias-primas da região. É também um centro de distribuição regional de café, cacau, óleo, óleo de copra, cana de açúcar e borracha. Muitos dos produtos de origem da cidade são exportados para outras cidades africanas - Alguns de seus produtos são exportados através do porto de Malabo, na Guiné Equatorial. Ademais, o artesanato de origem tribal de áreas próximas à Yaoundé também contribui fortemente para a economia da cidade.

## Cultura e sociedade

### Mercados

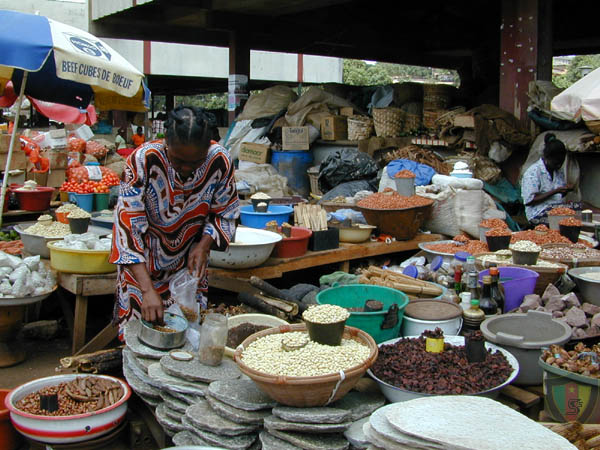
Mfoundi, um dos mercados da cidade ao ar livre.

Mokolo, que está entre os maiores e mais numerosos mercados da África Subsaariana, está sediado na cidade. Outro mercado de destaque é Mfoundi, na proximidade da Catedral, mais voltado à venda de alimentos, como mamão papaia, manga, abacaxi, mandioca, diversos tipos de feijão, além de variados legumes. Existem alguns supermercados de grande porte situados no centro da cidade, como, por exemplo, o Casino, que vende produtos industrializados essencialmente importados da França.
Com grande parte do comércio realizado informalmente, com ambulantes, é cada vez mais nítida a presença de mercadorias chinesas.

### Transporte
O Aeroporto Internacional de Yaoundé Nsimalen é um importante pólo de civis, enquanto que as proximidades do aeroporto de Yaoundé é usada por militares. As linhas ferroviárias estão situadas ao oeste da cidade e ligam diversas regiões da capital à região portuária de Douala e ao norte de Ngaoundéré. Muitas empresas de ônibus operam na cidade, especialmente no Nsam e bairros da periferia, especialmente os que estão localizados na parte leste da cidade. O transporte coletivo em Yaoundé é considerado extremamente precário, assim como em Douala, a maior cidade do país. Vários acidentes fatais já foram ocasionados. Em substituição a ele, a população utiliza antiqüíssimos taxis amarelos com viagens em lotação (até 5 pessoas além do motorista) ou em dépot, individualmente, a um preço fixo de 1500 FCFA para qualquer percurso na cidade.